# Юрьевка (Днепропетровская область)
Ю́рьевка (укр. Юріївка1]) — посёлок, Юрьевский поселковый совет, Павлоградский район, Днепропетровская область, Украина.
До 17 июля 2020 года являлся административным центром Юрьевского района и административным центром Юрьевского поселкового совета, в который, кроме того, входят сёла Бразолово, Ивано-Межерецкое, Новогригоровка, Украинское и посёлок Жемчужное.

## Географическое положение
Посёлок городского типа Юрьевка находится на левом берегу реки Малая Терновка,
выше по течению на расстоянии в 3 км расположено село Жемчужное,
ниже по течению примыкает село Варваровка,
на противоположном берегу — село Бразолово.

## История
- Временем основания населённого пункта исследователи-краеведы считают XVII век.
- Первое упоминание о месте, где ныне размещается Юрьевка, относится к 1700 году, когда запорожский казак Дорош устроил первый зимовник, который назывался хутором, а за тем селом Малая Терновка.
- В 1777 году местность, где находилось село Малая Терновка, досталась от императрицы Екатерины II товарищу губернатора Азовской губернии, надворному советнику Георгию Гавриловичу Герсеванову, где через пять лет проживало 300 человек.

В начале XX века Юрьевка являлась местечком Павлоградского уезда Екатеринославской губернии. Жителей было около 1 500 человек. Имелись православная церковь, школа, лавки.
Во время Великой Отечественной войны в 1941 - 1943 гг. селение находилось под немецкой оккупацией.
В 1957 — присвоено статус посёлок городского типа.
В 1989 году численность населения составляла 2339 человек.
По состоянию на 1 января 2013 года численность населения составляла 2302 человек.

## Экономика
- КП «Комунальник».
- ООО СП «Агросфера».
- ЧП «ВАП».

## Объекты социальной сферы
- Школа.
- Детский сад.
- Больница.
- Дом культуры.

## Транспорт
Через посёлок проходят железная дорога (станция Варваровка в 1,5 км) и автомобильная дорога Т-2107.

## Достопримечательности
- Братская могила советских воинов.
- Свято-Георгиевский храм (1781 г.) - закрыт и разрушен большевиками после революции 1917 года. В 1990-х восстановлен.

## Известные люди
- В селе родился и был похоронен Герой Советского Союза Дмитрий Запорожченко.